# Lancaster (Texas)
Lancaster é uma cidade localizada no estado norte-americano do Texas, no Condado de Dallas.

## Demografia
Segundo o censo norte-americano de 2000, a sua população era de 25.894 habitantes.
Em 2006, foi estimada uma população de 33.790, um aumento de 7896 (30.5%).

## Geografia
De acordo com o United States Census Bureau tem uma área de 75,9 km², dos quais 75,9 km² cobertos por terra e 0,0 km² cobertos por água. Lancaster localiza-se a aproximadamente 159 m acima do nível do mar.

## Localidades na vizinhança
O diagrama seguinte representa as localidades num raio de 12 km ao redor de Lancaster.